# Nicaragua op de Olympische Zomerspelen 2024
Nicaragua nam deel aan de Olympische Zomerspelen 2024 in Parijs, Frankrijk.

## Aantal Deelnemers
Hieronder volgt een overzicht van de atleten die zich reeds gekwalificeerd hebben voor de Olympische Zomerspelen van 2024.
| Sport       | Mannen | Vrouwen | Totaal |
| ----------- | ------ | ------- | ------ |
| Atletiek    | 0      | 1       | 1      |
| Judo        | 0      | 1       | 1      |
| Roeien      | 0      | 1       | 1      |
| Schietsport | 0      | 1       | 1      |
| Surfen      | 0      | 1       | 1      |
| Zwemmen     | 1      | 1       | 2      |
| totaal      | 0      | 1       | 1      |

## Deelnemers en Resultaten

### Atletiek

#### Loopnummers
Vrouwen
| atleet        | onderdeel | voorronde | voorronde | series | series | herkansingen | herkansingen | halve finale | halve finale | finale | finale |
| atleet        | onderdeel | tijd      | rang      | tijd   | rang   | tijd         | rang         | tijd         | rang         | tijd   | rang   |
| ------------- | --------- | --------- | --------- | ------ | ------ | ------------ | ------------ | ------------ | ------------ | ------ | ------ |
| María Carmona | 100 m     |           |           |        |        | n.v.t.       | n.v.t.       |              |              |        |        |

### Judo
Vrouwen
| atleet          | onderdeel | eerste ronde         | tweede ronde         | kwartfinale          | halve finale         | herkansing           | finale / BM          | finale / BM |
| atleet          | onderdeel | tegenstander uitslag | tegenstander uitslag | tegenstander uitslag | tegenstander uitslag | tegenstander uitslag | tegenstander uitslag | rang        |
| --------------- | --------- | -------------------- | -------------------- | -------------------- | -------------------- | -------------------- | -------------------- | ----------- |
| Izayana Marenco | +78 kg    |                      |                      |                      |                      |                      |                      |             |

### Roeien
Vrouwen
| atleet            | onderdeel | series  | series | herkansingen | herkansingen | kwartfinale    | kwartfinale    | halve finale | halve finale | finale | finale |
| atleet            | onderdeel | tijd    | rang   | tijd         | rang         | tijd           | rang           | tijd         | rang         | tijd   | rang   |
| ----------------- | --------- | ------- | ------ | ------------ | ------------ | -------------- | -------------- | ------------ | ------------ | ------ | ------ |
| Evidelia González | skiff     | 8:23.25 | 6 H    | 8:26.23      | 4 HE/F       | niet geplaatst | niet geplaatst |              |              |        |        |

Legenda: FA=finale A (medailles); FB=finale B (geen medailles); FC=finale C (geen medailles); FD=finale D (geen medailles); FE=finale E (geen medailles); FF=finale F (geen medailles); HA/B=halve finale A/B; HC/D=halve finale C/D; HE/F=halve finale E/F; KF=kwartfinale; H=herkansing

### Schietsport
Vrouwen
| atlete             | onderdeel        | kwalificaties | kwalificaties | finale         | finale         |
| atlete             | onderdeel        | punten        | ran           | punten         | rang           |
| ------------------ | ---------------- | ------------- | ------------- | -------------- | -------------- |
| Mariel López Pavón | 10 m luchtgeweer | 617.5         | 41            | niet geplaatst | niet geplaatst |

### Surfen
Vrouwen
| Atleet            | Onderdeel | Ronde 1 | Ronde 1 | Ronde 2                    | Ronde 3              | Kwartfinale          | Halve finale         | Finale / BM          | Finale / BM    |
| Atleet            | Onderdeel | Score   | Rang    | Tegenstander Uitslag       | Tegenstander Uitslag | Tegenstander Uitslag | Tegenstander Uitslag | Tegenstander Uitslag | Rang           |
| ----------------- | --------- | ------- | ------- | -------------------------- | -------------------- | -------------------- | -------------------- | -------------------- | -------------- |
| Candelaria Resano | vrouwen   | 9.43    | 3 Q     | Webston-Webb V 3.30 - 9.50 | niet geplaatst       | niet geplaatst       | niet geplaatst       | niet geplaatst       | niet geplaatst |

### Zwemmen
Mannen
| atleet           | onderdeel         | series  | series | halve finale   | halve finale   | finale         | finale         |
| atleet           | onderdeel         | tijd    | rang   | tijd           | rang           | tijd           | rang           |
| ---------------- | ----------------- | ------- | ------ | -------------- | -------------- | -------------- | -------------- |
| Gerald Hernández | 200 m vlinderslag | 2:06.80 | 27     | niet geplaatst | niet geplaatst | niet geplaatst | niet geplaatst |

Vrouwen
| atlete            | onderdeel         | series  | series | halve finale   | halve finale   | finale         | finale         |
| atlete            | onderdeel         | tijd    | rang   | tijd           | rang           | tijd           | rang           |
| ----------------- | ----------------- | ------- | ------ | -------------- | -------------- | -------------- | -------------- |
| María Schutzmeier | 100 m vlinderslag | 1:03.18 | 30     | niet geplaatst | niet geplaatst | niet geplaatst | niet geplaatst |